# ウィンド川 (ワイオミング州)

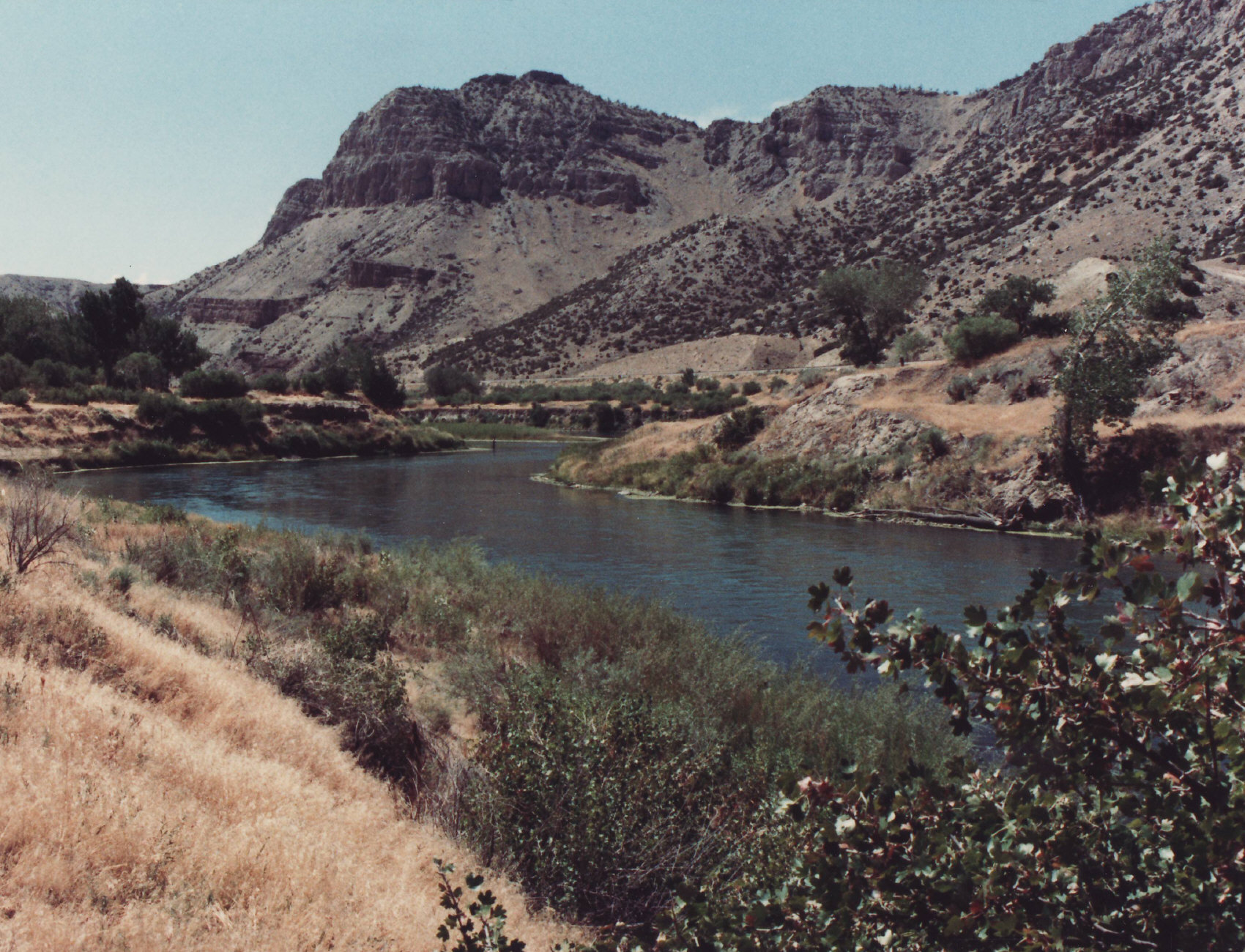
ウィンド川

ウィンド川（ウィンドがわ、Wind River）は、アメリカ合衆国ワイオミング州のビッグホーン川上流部に位置する河川である。2つの川を合わせてウインド・ビッグホーン川（Wind/Bighorn）と呼ばれることもある。

## 流路
ワイオミング州中西部のウィンドリバー山脈北側に源を発する。小河川を集めながらショショーニ盆地内のウィンド川インディアン居留地付近を南東へ流れ、リバートン近郊でリトル・ウィンド川を合わせる。流れを北に転じオウルクリーク山地の山間を縫い、ボイセン貯水池に一旦水はせき止められる。ウィンド川峡谷北部で、ウィンド川はビッグホーン川と名を変える。